# Alexandra Carpenter
Alexandra Carpenter (n. 13 aprilie 1994, Cambridge, Massachusetts, SUA) este o sportivă ce a reprezentat Statele Unite ale Americii, medaliată olimpică. A participat la 2 ediții ale Jocurilor Olimpice (2014, 2022) în care a câștigat două medalii de argint.